# Hans Egedes Afrejse
Hans Egedes Afrejse er en dansk dokumentarisk optagelse fra 1921.

## Handling
Grønlandsskibet Hans Egede afsejler fra København i cirka 1921 med kurs mod Grønland. Afsked på kajen. Skibet sejler ud lige over for Nyhavn.